# Mario Superstar Baseball
 (juillet 2017).
Si vous disposez d'ouvrages ou d'articles de référence ou si vous connaissez des sites web de qualité traitant du thème abordé ici, merci de compléter l'article en donnant les références utiles à sa vérifiabilité et en les liant à la section « Notes et références ».
Mario Superstar Baseball (Super Mario Stadium Miracle Baseball (スーパーマリオスタジアム ミラクルベースボール) en japonais) est un jeu vidéo de sport sorti le 21 juillet 2005 au Japon, fin août aux États-Unis et en novembre 2005 en Europe sur GameCube. Il reprend les personnages des jeux Mario.

## Histoire
Bowser organise un tournoi de baseball à travers le royaume champignon. Toutes les grandes figures de ce dernier forment leur propre équipe. Le joueur devra donc incarner un des capitaines présentés ci-dessous, dans le but d'affronter Bowser. Il devra d'abord affronter les autres capitaines, afin de recruter des joueurs pour devenir plus fort jusqu'au match final contre Bowser qui est assez coriace.

## Système de jeu
Le gameplay est assez complet. Comme dans les vrais matchs de baseball, il est possible de faire des amortis, des homeruns, etc. Les règles du baseball sont aussi respectées. De plus, un didacticiel est disponible, pour améliorer la prise en main.

### Capitaines
Les personnages du jeu sont semblables à ceux de Mario Power Tennis et Mario Golf: Toadstool Tour. Chaque équipe doit choisir son capitaine. Les capitaines ont chacun des coups spéciaux, tant au lancer qu'à la batte. Le type de joueur est indiqué entre parenthèses, et expliqué plus bas.
Les capitaines sont :
- Mario (complet). Il lance la balle avec rapidité, ce qui a pour effet d'enflammer cette dernière. Son coup de batte est lui aussi puissant : il renvoie une balle enflammée, qui brûle ceux qui essayent de l'attraper. Nom de la frappe : Fire Ball.
- Luigi (complet). Il en va de même que pour son frère, sauf que les balles lancées et renvoyées par Luigi sont vertes, alors que celles de Mario sont rouges. Nom de la frappe : Fire Ball.
- Yoshi (rapide). Le dinosaure lance une balle en forme d'œuf, qui peut être facilement dirigée, et est déstabilisante pour l'adversaire. Yoshi renvoie la balle aussi en forme d'œuf, et cette dernière se dirige dans tous les sens. Nom de la frappe : Egg Ball.
- Birdo (complet). Birdo possède exactement les mêmes coups que Yoshi, mis à part que son œuf est rose. Nom de la frappe : Weird Ball.
- Peach (technique). Tout comme dans Mario Power Tennis, Peach lance une balle qui se décompose en une centaine de cœurs, puis qui se recompose juste devant le batteur. Son coup de batte est identique à celui du lancer : la balle se décompose puis se recompose. Nom de la frappe : Heart Ball.
- Daisy (complet). Daisy possède, comme à l'habitude, les mêmes coups que Peach, sauf qu'à la place de cœur, ce sont des marguerites qui sont figurées. Nom de la frappe : Flower Ball.
- Bowser (puissant). Bowser incarne la puissance même. Il lance un Bill Balle, qui soit fait un looping, soit accélère sur la fin du lancer. Sa frappe est de la même sorte : la balle devient un Bill Balle qui fonce tout droit, renversant les autres joueurs. Nom de la frappe : Killer Ball.
- Bowser Jr. (puissant). Le fils de Bowser possède une force incroyable. Et comme son père, il possède les mêmes coups. Nom de la frappe : Killer Jr. Ball.
- Wario (puissant). Quand Wario lance la balle, cette dernière se dédouble. Et quand Wario frappe, la balle se transforme en une boule métallique, et se sépare en l'air, une partie étant la balle, l'autre une fiole, qui explose au contact du joueur. Nom de la frappe : Phony Ball.
- Waluigi (technique). Waluigi possède les mêmes coups que Wario, avec pour seule différence que la fiole est remplacée par un légume. Nom de la frappe : Liar Ball.
- Donkey Kong (puissant). Le singe inventé par Miyamoto est assez puissant. Son lancer est en forme de banane, ainsi que son coup de batte. Nom de la frappe : Banana Ball.
- Diddy Kong (rapide). Diddy Kong est un personnage rapide. Il possède les mêmes coups que Donkey Kong. Nom de la frappe : Boomerang Ball.

### Toy Field
Dans ce seul mode jouable à quatre, les joueurs se relaient pour lancer la balle, ou la frapper. Celui qui obtient le maximum de points a gagné.

## Développement

### Voix
- Charles Martinet interprète Mario, Luigi, Wario, Waluigi, Baby Mario, Baby Luigi, et Papy Champi
- Jen Taylor interprète la princesse Peach, Toad, Toadette et Dixie Kong
- Scott Burns interprète Bowser et Pianta
- Dolores Rogers interprète Bowser Jr.
- Deanna Mustard interprète la princesse Daisy
- Kazumi Totaka interprète Yoshi
- Issac Marshall interprète Birdo
- Takashi Nagasako interprète Donkey Kong
- Katsumi Suzuki interprète Diddy Kong
- Nate Bihldorff interprète Maskass
- Sanae Susaki interprète Boo
- Les voix pour Koopa Troopa, Noki, Paratroopa, et Kamek sont inconnus.

Les voix de Taupi Taupe, Flora Piranha et de Skelerex (et leurs variantes) sont créées électroniquement.

### Traduction
Étant donné que le baseball n'est pas un sport populaire en Europe, et plus spécialement en France, Nintendo a décidé de ne pas traduire le jeu depuis l'anglais dans d'autres langues.